# Брили (Мядельський район)
Брили (біл. вёска Брылі) — село в складі Мядельського району Мінської області, Білорусь. Село підпорядковане Нарачанській сільській раді, розташоване в північній частині області.